# Strabo (månkrater)
För andra betydelser, se Strabo.
Strabo är en ungefär 54 km stor nedslagskrater på månen. Strabo har fått sitt namn efter den grekiske filosofen Strabon.

## Satellitkratrar
| Strabo | Latitud | Longitud | Diameter |
| ------ | ------- | -------- | -------- |
| B      | 64.6° N | 55.5° Ö  | 23 km    |
| C      | 67.1° N | 59.3° Ö  | 17 km    |
| L      | 64.2° N | 53.4° Ö  | 26 km    |
| N      | 64.8° N | 57.8° Ö  | 25 km    |